# 여명재
여명재는 대한민국의 텔레비전 드라마 각본가이다.

## 집필
- 2020년 KBS2 드라마스페셜 《크레바스》
- 2020년 KBS2 드라마스페셜 《나들이》
- 2021년 KBS1 저녁 일일연속극 《속아도 꿈결》
- 2022년 KBS2 드라마스페셜 《얼룩》
- 2022년 KBS2 드라마스페셜 《낯선 계절에 만나》